# Mädchen ohne Grenzen
Mädchen ohne Grenzen ist ein deutsches Spielfilmmelodram von 1955 aus dem Reise- und Fliegermilieu. Unter der Regie von Géza von Radványi spielen Sonja Ziemann, Barbara Rütting, Ivan Desny und Claus  Biederstaedt die Hauptrollen.

## Handlung
Die junge Helga Gruber arbeitet als Stewardess, eines jener titelgebenden „Mädchen ohne Grenzen“, bei einer Fluggesellschaft. Mit ihrem Kollegen, dem Piloten Georg Hartmann, ist sie eng befreundet. Eines Tages lernt Helga den smarten und gutaussehenden Industrielle Eric Johnson kennen. Beide lernen sich auf einer Flugreise nach Athen kennen und verlieben sich rasch ineinander. Eines Tages verspricht der weltgewandte Mann ihr sogar die Ehe. Doch Johnson spielt nicht mit offenen Karten: Er hat eine Ehefrau, die seit einem Unfall gelähmt ist, und ist überdies noch Vater eines Kindes.
Eines Tages befindet sich an Bord eines Fluges von Kairo nach Deutschland eben jene Gattin, Maria Johnson. Es kommt zu einem dramatischen Zwischenfall, als im Flug einer der Motoren Feuer fängt und ein Absturz droht. Der Flieger kann notlanden, und den gesunden, gehfähigen Passagieren gelingt es, sich zu befreien. Lediglich die gelähmte Maria benötigt dringend Hilfe. Helga, die weiß, dass sie in ihr die Rivalin um die Gunst Erics vor sich hat, folgt jedoch ihrer Pflicht und rettet Maria. Nun erkennt auch Eric, dass er zu Frau und Kind gehört. Helga aber sieht, dass sie mit Johnson keine gemeinsame Zukunft haben wird und kehrt zu Georg zurück.

## Produktionsnotizen
Die Dreharbeiten fanden in München-Geiselgasteig (Atelieraufnahmen) sowie in Athen (dort Akropolis), Flughafen München-Riem und Fürstenfeldbruck statt. Die Uraufführung war am 23. Dezember 1955 in Hamburg.
Georg Richter und Helmut Beck übernahmen die Produktionsleitung, Hans Sohnle entwarf die Filmbauten, die Gottfried Will ausführte. Ingeborg Grützner schuf die Kostüme.

## Kritik
Bei Filmdienst heißt es: „Die knapp erzählte Liebesgeschichte zwischen einem verheirateten Industriellen und einer Studentin, die sich ihr Studiengeld als Stewardeß verdient. Nach einem Flugzeugunglück rettet sie die Frau des Freundes, die sich ebenfalls an Bord befunden hat, und verzichtet auf ihre Liebe. Routinierte Unterhaltung im Stil der 50er Jahre.“

## Einzelnachweis
1. ↑  Mädchen ohne Grenzen. In: Lexikon des internationalen Films. Filmdienst, abgerufen am 1. Dezember 2019.